# Petraliella dorsiporosa
Petraliella dorsiporosa is een mosdiertjessoort uit de familie van de Petraliidae. De wetenschappelijke naam van de soort is, als Lepralia dorsiporosa, voor het eerst geldig gepubliceerd in 1884 door Busk.